# 何濟
何濟（1438年—？），字汝舟，廣東廣州府順德縣人，明朝政治人物。進士出身。

## 生平
廣東鄉試第六十八名。成化二年（1466年）丙戌科會試第一百三十一名，殿試登進士第三甲第二百二十六名。

## 家族
曾祖何季堅。祖父何宗泰。父亲何樀。